# Adoxomyia argentata
Adoxomyia argentata är en tvåvingeart som först beskrevs av Samuel Wendell Williston  1885.  Adoxomyia argentata ingår i släktet Adoxomyia och familjen vapenflugor. Inga underarter finns listade i Catalogue of Life.